# Basileios Onomagulos
Basileios Onomagulos (mittelgriechisch Βασίλειος Ὀνομάγουλος; † 717/718) war ein byzantinischer Gegenkaiser auf Sizilien im Jahr 717.
Basileios wurde als Sohn eines Gregorios Onomagulos in Konstantinopel geboren. Er gehörte zum Gefolge des Strategen von Sizilien, Sergios, der ihn auf die Nachricht vom angeblichen Fall Konstantinopels an die Araber hin, im Jahr 717, zum Kaiser krönte. Als Kaiser nahm Basileios den Namen Tiberios an. Nach dem schnellen Zusammenbruch des Aufstands wurde er auf Befehl Kaiser Leos III. zusammen mit seinem Monostrategos Georgios enthauptet, während Sergios zu den Langobarden fliehen konnte.